# Sucha Koszalińska (gromada)
Sucha Koszalińska – dawna gromada, czyli najmniejsza jednostka podziału terytorialnego Polskiej Rzeczypospolitej Ludowej w latach 1954–1972.
Gromady, z gromadzkimi radami narodowymi (GRN) jako organami władzy najniższego stopnia na wsi, funkcjonowały od reformy reorganizującej administrację wiejską przeprowadzonej jesienią 1954 do momentu ich zniesienia z dniem 1 stycznia 1973, tym samym wypierając organizację gminną w latach 1954–1972.
Gromadę Sucha Koszalińska z siedzibą GRN w Suchej Koszalińskiej utworzono – jako jedną z 8759 gromad na obszarze Polski – w powiecie koszalińskim w woj. koszalińskim na mocy uchwały nr 43/54 WRN w Koszalinie z dnia 5 października 1954. W skład jednostki weszły obszary dotychczasowych gromad Sucha Koszalińska, Gorzebądz, Kleszcze, Kłos, Kędzierzyn, Łazy, Czajcze, Osieki Koszalińskie i Skibno ze zniesionej gminy Sucha Koszalińska w tymże powiecie. Dla gromady ustalono 18 członków gromadzkiej rady narodowej.
31 grudnia 1959 do gromady Sucha Koszalińska włączono wieś Skwierzynka ze zniesionej gromady Jamno w tymże powiecie, po czym gromadę Sucha Koszalińska zniesiono, włączając jej obszar do nowo utworzonej gromady Sianów w tymże powiecie.